# Pycnandra paucinervia
Pycnandra paucinervia är en tvåhjärtbladig växtart som beskrevs av Swenson och Jérôme Munzinger. Pycnandra paucinervia ingår i släktet Pycnandra och familjen Sapotaceae. Inga underarter finns listade i Catalogue of Life.